# National Board of Review Award alla miglior performance rivelazione femminile
Il National Board of Review Award alla miglior performance rivelazione femminile (National Board of Review Award for Best Breakthrough Performance - Female, dal 2003 al 2005 National Board of Review Award for Best Breakthrough Performance by an Actress) è un premio assegnato annualmente dal 1995 dai membri del National Board of Review of Motion Pictures alla miglior performance rivelazione di un'interprete femminile in un film distribuito negli Stati Uniti nel corso dell'anno.

## Albo d'oro

### Anni 1990
- 1995: Alicia Silverstone - Ragazze a Beverly Hills (Clueless)
- 1996: Renée Zellweger - Jerry Maguire
- 1997: Bai Ling - L'angolo rosso - Colpevole fino a prova contraria (Red Corner)
- 1998: Angelina Jolie - Scherzi del cuore (Playing by Heart)
- 1999: Hilary Swank - Boys Don't Cry

### Anni 2000
- 2000: Michelle Rodriguez - Girlfight
- 2001: Naomi Watts - Mulholland Drive
- 2002: Maggie Gyllenhaal - Secretary
- 2003: Charlize Theron - Monster
- 2004: Emmy Rossum - Il fantasma dell'Opera (The Phantom of the Opera)
- 2005: Q'orianka Kilcher - The New World - Il nuovo mondo (The New World)
- 2006: Jennifer Hudson - Dreamgirls ex aequo Rinko Kikuchi - Babel
- 2007: Ellen Page - Juno
- 2008: Viola Davis - Il dubbio (Doubt)
- 2009: Gabourey Sidibe - Precious

### Anni 2010
- 2010-2011: non assegnato (è stato invece assegnato un unico premio alla miglior performance rivelazione, senza distinzione di sesso)[1]
- 2012: Quvenzhané Wallis - Re della terra selvaggia (Beasts of the Southern Wild)[2]
- 2013: Adèle Exarchopoulos - La vita di Adele (La Vie d'Adèle - Chapitres 1 & 2)[2]
- 2014-2015: non assegnato (è stato invece assegnato un unico premio alla miglior performance rivelazione, senza distinzione di sesso)[3][4]
- 2016: Royalty Hightower - The Fits[5]
- 2017-2018-2019: non assegnato (è stato invece assegnato un unico premio alla miglior performance rivelazione, senza distinzione di sesso)[5][6][7]

### Anni 2020
- 2020-2021: non assegnato (è stato invece assegnato un unico premio alla miglior performance rivelazione, senza distinzione di sesso)[6][8]
- 2022: Danielle Deadwyler per Till - Il coraggio di una madre (Till)[9]
- 2023: non assegnato (è stato invece assegnato un unico premio alla miglior performance rivelazione, senza distinzione di sesso)[10]